# Sân bay Linköping
Sân bay thành phố Linköping là một sân bay nằm ngoài thành phố Linköping, Thụy Điển. Sân bay này được hàng không dân dụng và SAAB dùng chung. Sân bay Linkoping có 1 đường băng dài 2130 m bề mặt nhựa đường.

## Các hãng hàng không và các tuyến điểm
- Direktflyg (Visby)
- KLM
  - do KLM Cityhopper đảm trách (Amsterdam)
- Skyways Express (Copenhagen, Stockholm-Arlanda)